# Luzula alpinopilosa
Luzula alpinopilosa är en tågväxtart som först beskrevs av Dominique Chaix, och fick sitt nu gällande namn av Maurice A.F. Breistroffer. Luzula alpinopilosa ingår i Frylesläktet som ingår i familjen tågväxter. Inga underarter finns listade i Catalogue of Life.

## Bildgalleri

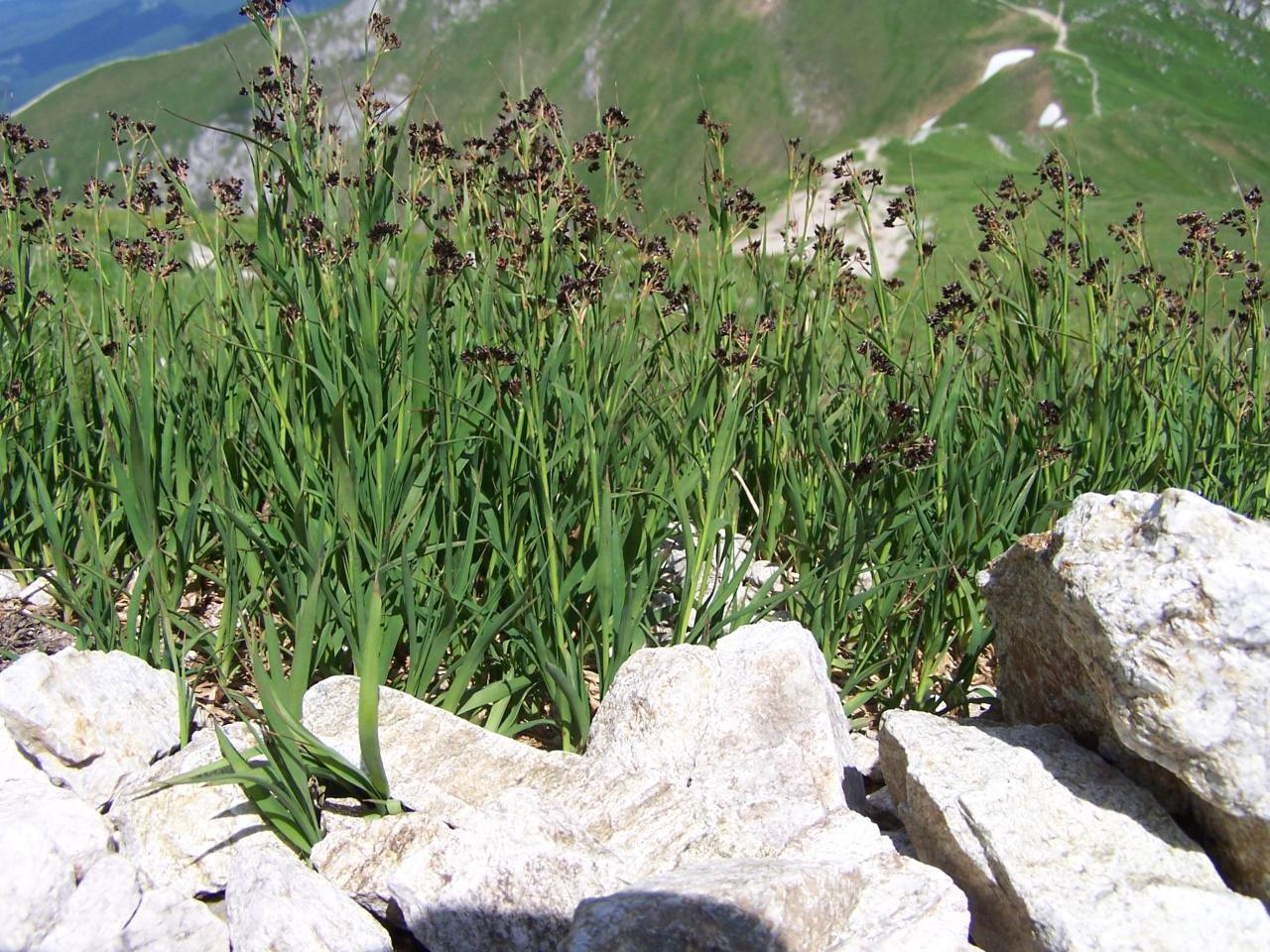
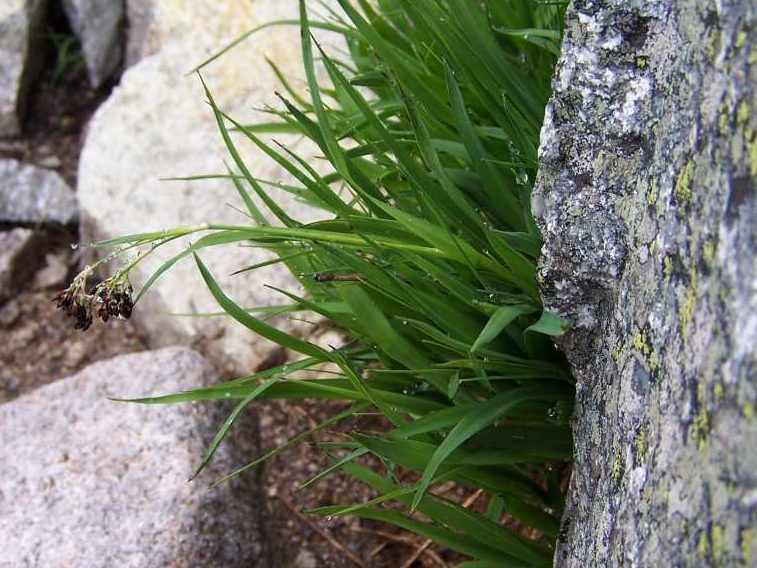
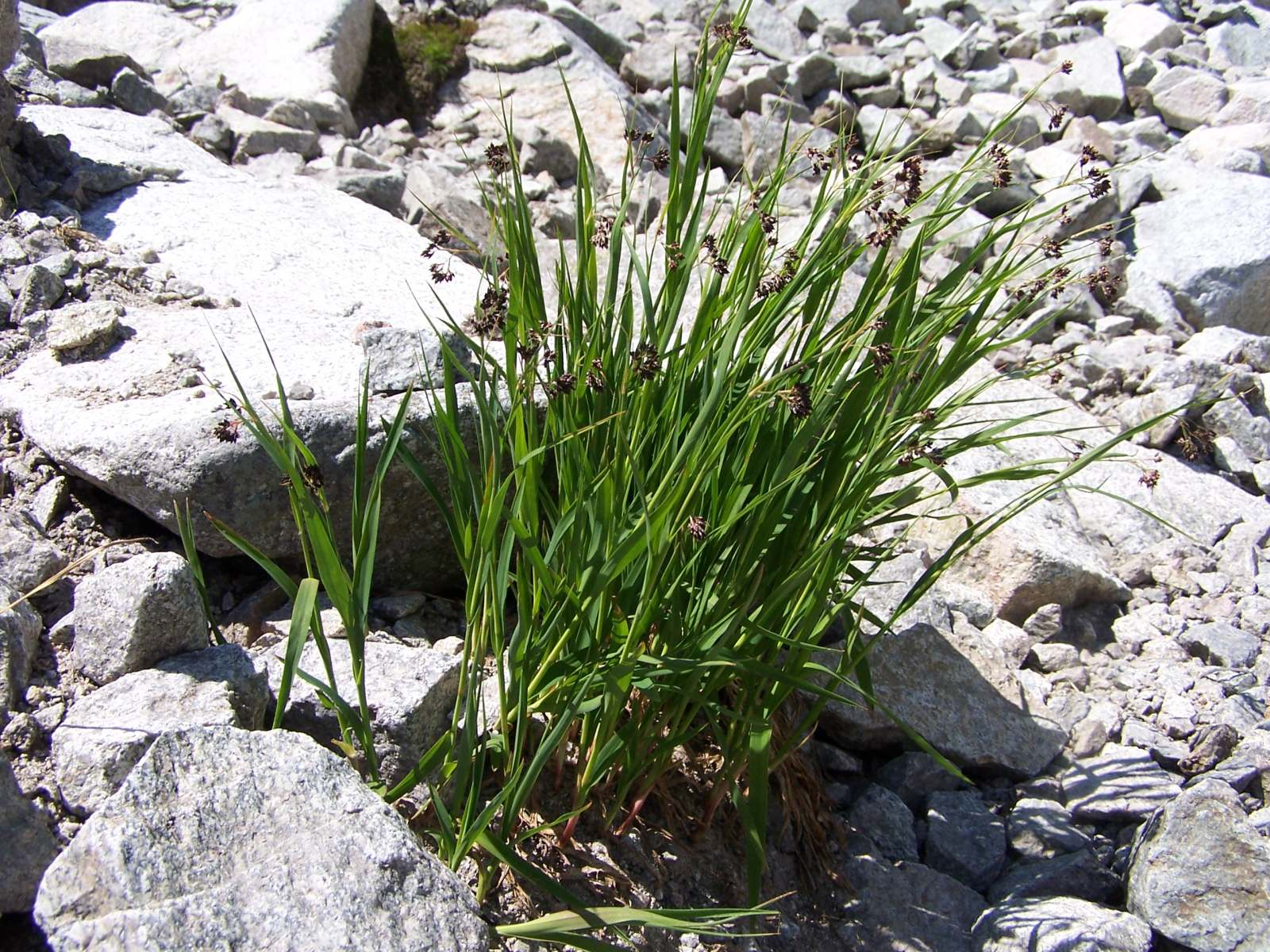
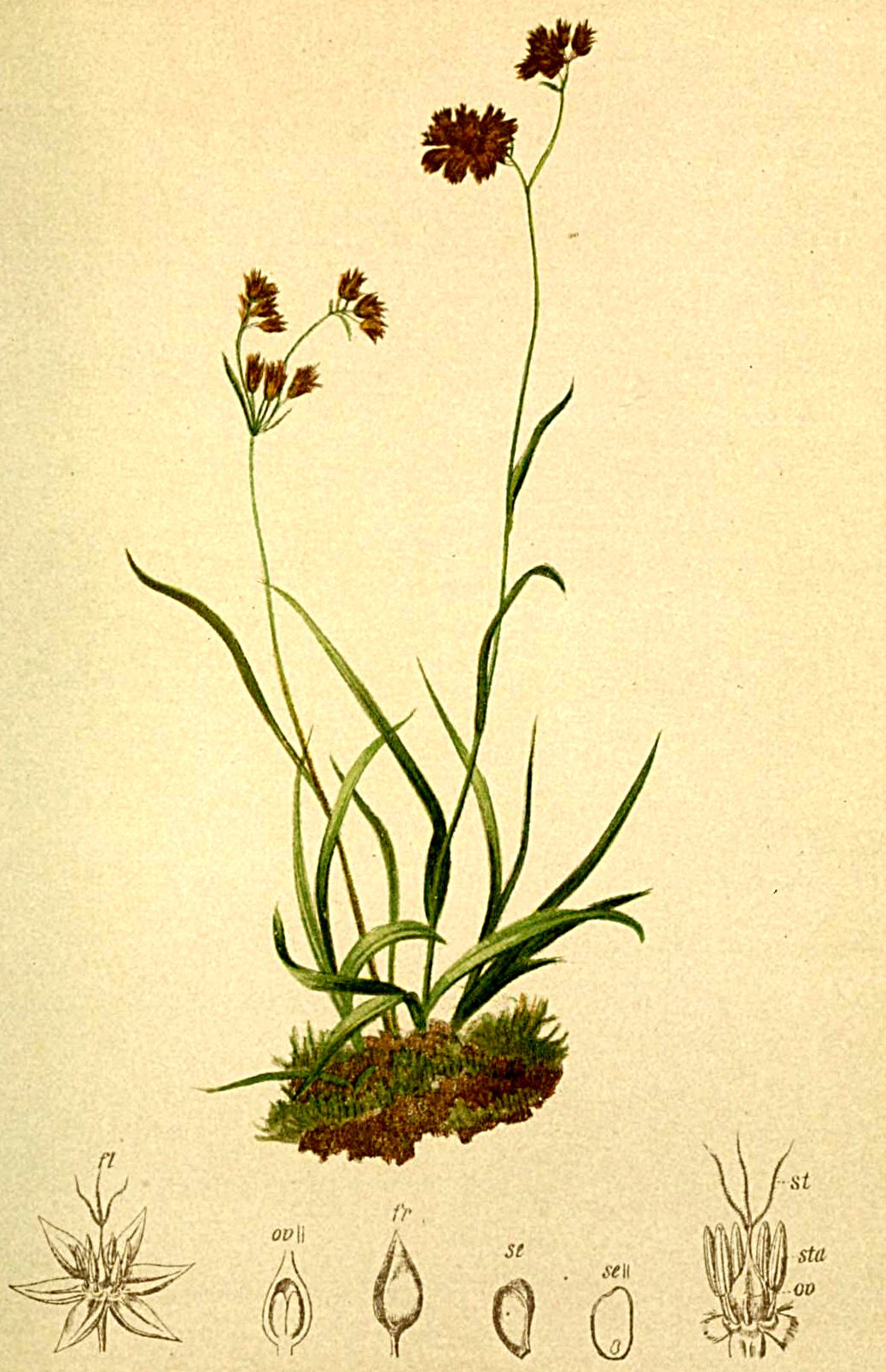